# Viborg (South Dakota)
 For alternative betydninger, se Viborg (flertydig). (Se også artikler, som begynder med Viborg)
Viborg er en by i Turner County, South Dakota, USA. Der var 782 indbyggere i 2010.

## Historie
Byen er grundlagt af dansk-amerikanere, opkaldt efter Viborg i Jylland. Området blev befolket af danske indvandrere i 1860'erne, hvor de grundlagde en by kaldet Daneville. Da jernbanen kom i 1893, blev en bydannelse etableret tættere herved og den fik navnet Viborg og status som by den 25. august 1903.

## Berømte personer
Viborg var fødestedet for professor Alvin Hansen (f. 1887).
43°10′21″N 97°04′50″V / 43.1725°N 97.080556°V